# Віктор Гловер
Віктор Джером Гловер (англ. Victor Jerome Glover; нар. 30 квітня 1976, Помона, штат Каліфорнія, США) — американський астронавт, льотчик-випробувач, коммандер ВМС США.
У квітні 2023 року включений до складу екіпажу місії Артеміда-2 для польоту навколо Місяця, місія стартує не раніше вересня 2025 року.